# 東部深層海水創新研發中心
東部深層海水創新研發中心（英語：Eastern Taiwan Deep Sea Water Innotavion & Researsh Center，ETDIC）為一座隸屬中華民國經濟部旗下的研究中心，廠區坐落在臺灣臺東縣太麻里鄉知本溪出海口南岸，全名為經濟部東部深層海水創新研發中心。
東部深層海水創新研發中心是臺東縣第一個由法人單位進駐的研發中心，指導單位是 經濟部產業技術司，執行單位是石材暨資源產業研究發展中心。

## 沿革
2005年，為推廣深層海水所帶出的各種效益，行政院計畫於臺灣東部地區進行深層海水研發中心的選址作業，此計畫由經濟部水利署來推動、經濟部水利署第八河川局負責興建。2006年，選址作業告一段落，確定將在太麻里鄉三和村與美和村一帶海邊設置占地1.7公頃的深層海水低溫利用模廠，並將該廠周圍之土地規畫成占地32.7公頃的「深層海水產業發展園區」。研究中心最早定名為「深層海水低溫利用及多目標技術研發模廠」。
2009年7月，深層海水研發中心正式動工，總經費耗資新臺幣6.8億元。然而廠區工程開工不久即遭逢莫拉克颱風侵襲影響，預先埋設於海平面下方700公尺深的管線遭暴漲的知本溪所夾帶之土石掩埋。
工程部分海底管線修復後便持續進行，最終於2011年10月正式完工開始試營運作業。經濟部水利署於工程結束後將研發中心移交經濟部技術處，經濟部技術處再將研發中心委由工業技術研究院與石資中心來進行深層海水應用的先期技術研發工作，研發中心也在此時正式改名為「經濟部東部深層海水創新研發中心」。
2012年3月，試營運結束，深層海水研發中心啟用；然而，同年5月，又發生海底管線無法正常抽取深層海水之狀況。而為了不讓實驗項目中斷或毀損，應急之下，深層海水研發中心向行政院農業委員會的種原庫購買深層海水，後續再改由向鄰近的花蓮縣購買深層海水繼續研究，而自花蓮運送而來的深層海水來自花蓮七星潭的深層海水取水口所抽取。
深層海水研發中心每個月自花蓮購買8輛水車約2、300噸的深層海水，每年需耗費至少新臺幣240萬元。深層海水研發中心完工啟用時，原規畫每日自海底抽取1萬2000噸的海水，並計畫用於低冷花卉、低冷蔬菜、礦物濃縮、藻類等研究目標。然而自從原佈設於臺東海岸的抽取管線斷流後，每個月自花蓮購買的水量每天僅能分配到10公噸的水量能夠使用，與一開始的設計值不到千分之一，讓研發能量大受影響。而原抽取管斷流後，經濟部向原施工廠商要求修復，然而承包商認為管線斷流的肇因是天災不願修復，導致兩方訴訟多年。
2014年，經濟部水利署再次擬訂計畫，重新布設審層海水抽取管線，計畫最快於同年年底完成新管線之鋪設工程。然而實際直到2015年5月，經濟部才決議重新尋找適合佈設管線的地點，預計將於水下200到400公尺之間先架設試驗管，待確認不再發生斷流問題後再正式佈管。

## 廠區設施

### 取水設施
深層海水研發中心設有取水管一條，水管材質採用管徑45公分的高密度聚乙烯HDPE管線，總長度為4,960公尺，取水深度達700公尺，計畫每日取水量為12,000噸，水溫約為攝氏7.5度。該條海水抽取管也是臺灣深層海水抽水量最大的取水系統。

### 建築
東部深層海水創新研發中心的總基地面積1.7公頃。園區內有研發大樓（占地1,803平方公尺）、深層海水取水區、機電設備棟。
研究中心則規劃有五棟，包含，分水試量產研發館、特色農業資材館、低溫特用作物館、業界合作研發棟、學界合作研發棟。另設有兩座室外海洋生物培育區。（園區內的總建築樓地板面積為4,084平方公尺）。

### 實驗室
深層海水創新研發中心的實驗室街設置在園區內的研發大樓一樓內，包括共同實驗室、分子生物實驗室、顯微鏡實驗室。 
上述的三間實驗室中，共配備有遠心連續高速離心機 、低溫落地型高速離心機 、冷凍乾燥機、立式超低溫冷凍櫃、直立式恆溫培養箱、直立式滅菌釜、螢光顯微鏡及影像擷取系統、聚合酶鏈反應器、瓊質膠體電泳系統、多工膠體影像擷取分析系統以及超純水製造機組等多項實驗設備。

## 資料來源
1. 1 2 3 4 5 6 7 8 9 10 11  . 東部深層海水創新研發中心. （原始内容存档于2017-07-06） （中文（臺灣））.
2. ↑  . 工業研究院 （中文（臺灣））.[永久]
3. 1 2 3 4 5 6 7 8 9  . 聯合報.   [2016-02-23]. （原始内容存档于2017-06-19） （中文（臺灣））.
4. 1 2  . 更生日報 （中文（臺灣））.
5. ↑  . 自由時報.   [2016-02-23]. （原始内容存档于2015-12-17） （中文（臺灣））.

## 外部連結
- （繁體中文）經濟部東部深層海水創新研發中心 （页面存档备份，存于）